# 王堃
王堃（1961年7月—），男，河南长葛人，中华人民共和国政治人物。大学学历。曾任许昌市人大常委会主任。

## 生平
1977年10月参加工作。1983年9月至1986年7月在河南广播电视大学财政专业学习。1986年12月加入中国共产党。
2000年6月，任中共许昌市委副秘书长；2004年3月，任许昌县县长（2005年9月至2006年1月在河南省委党校第37期中青班学习）；2007年2月，任许昌县委书记；2011年4月，任许昌新区党工委书记；2014年3月，任中共许昌市委常委，副市长；2016年10月，任中共许昌市委常委、秘书长；
2017年5月至2023年1月，任许昌市人大常委会主任。